# 袁店回族乡
袁店回族乡，是中华人民共和国河南省南阳市方城县下辖的一个乡镇级行政单位。

## 行政区划
袁店回族乡下辖以下地区：
姜庄村、汉山村、袁店村、四里营村、辛庄村、河湾村、朱园村、沈庄村和尚台村。